# Красний Восток-Казбек
Красний Восток-Казбек, Червоний Схід-Казбек - археологічний комплекс з трьох поселень й двох могильників в районі сільця Красний Восток Наровчатського району Пензенської області.
Тут виявлено поселення абашевської, поздняковської культур й культури сітчастої кераміки.

## Дослідження
У різні роки досліджувалися археологічні пам'ятки. 
Вперше археологічні розкопки було проведено Олександр Спіцин у 1892 році. 

## Могильник «Казбек»
На південній околиці сільця Красний Восток Олександром Спіциним у 1892 році було досліджено 15 мокшанських поховань 12-14 сторіччя.
У 1988 році А.В. Растороповим було досліджено 4 мокшанські поховання 12-13 сторіччя. 

## Могильник «Червоний Схід»
На північній околиці сільця Красний Восток А.Є. Аліхова дослідила 4 мокшанських поховання 8-9 сторіччя.  
У 1964 році М.Р. Полесських продовжив розкопки мокшанського могильника 8-9 сторіччя, де виявив 26 поховань.
А. В. Растороповим було виявлено залишки поховань у центрі сільця. Ймовірно, що досліджені поховання на південному й північному кінцях сільця належать одному некрополю мокші 8-14 сторіччя.

## Західне селище
У 1951 році Марія Фосс на захід від сільця Красний Восток розкрила й описала селище поздняковської культури кінця 2-го тисячоріччя до Р.Х.

## Два північні селища
Розкопки поблизу сільця Червоний Схід продовжив в 1964 М. Р. Полєсських. У північної околиці сільця Красний Восток було виявлено сліди двох різночасових селищ: ранньої новокам'яної доби й ранньої залізної доби. Одне селище відоме як Озименки.
Тут же у 1988 році А. В. Расторопов виявив залишки житла поздняковської культури.